# Kinazy rybosomalne s6

Niektóre działania kinaz rsk

Kinazy rybosomalne S6 (rsk) – rodzina kinaz białkowych, zaangażowanych w transdukcję sygnału w komórce. Wyróżnia się dwie podrodziny rsk, p90rsk, znane też jako MAPK-activated protein kinase-1 (MAPKAP-K1), i p70rsk, określane również jako kinazy S6-H1 lub po prostu kinazy S6. U człowieka występują trzy warianty p90rsk, oznaczane rsk 1-3. Rsk są kinazami serynowo-treoninowymi, aktywowanymi przez kinazy szlaku MAPK/ERK. Znane są dwa homologi kinazy S6 u ssaków: S6K1 i S6K2. Rsk zostały zidentyfikowane po raz pierwszy w jajach Xenopus laevis przez Eriksona i Mallera w 1985 roku.

## Substraty
Rsk wzięły nazwę od białka rybosomalnego S6 (ribosomal protein s6), biorącego udział w translacji białek, ale zidentyfikowano również szereg innych białek będących substratami dla tych kinaz, w tym również innych białek rybosomalnych. Cytozolowymi substratami p90rsk są m.in. fosfataza białkowa 1, kinaza syntazy glikogenu 3 (GSK3); L1 CAM (neural cell adhesion molecule), Son of Sevenless, enhancer Ras, czy Myt1, inhibitor cdc2.
p90rsk reguluje też czynniki transkrypcyjne, takie jak białko CREB (cAMP response element-binding protein); receptor estrogenowy-α (ERα); IκBα/NFκB czy c-Fos.

## Geny
p90 Rsk-1 znajduje się w locus 1p
p90 Rsk-2 znajduje się w locus Xp22.2 i zawiera 22 eksony.  Mutacje w tym genie wiążą się z zespołem Coffina-Lowry’ego
p90 Rsk-3 znajduje się w locus 6q27.

## Białko

Struktura białek rsk. Liczby odnoszą się do pozycji aminokwasów w szczurzym białku p90 rsk-1

Główną cechą odróżniającą p90rsk i p70rsk jest fakt występowania dwóch nieidentycznych domen kinazowych w białkach rodziny 90 kDa, podczas gdy białka rodziny 70 kDa zawerają tylko jedną domenę kinazową.